# Hans Gebhard von Kotze
Hans Gebhard Otto Ludwig Fritz von Kotze (* 3. Oktober 1889 in Hannover; † 12. Oktober 1942 in Bühlerhöhe) war ein deutscher Generalleutnant.

## Leben

### Herkunft
Hans Gebhard entstammte dem Adelsgeschlecht von Kotze. Er war der Sohn des preußischen Generalleutnants Hermann von Kotze und dessen Ehefrau Agnes, geborene Wülbern (* 1867).

### Militärkarriere
Kotze trat am 27. Februar 1908 als Fähnrich in das 1. Hannoversche Infanterie-Regiment Nr. 74 der Preußischen Armee ein und avancierte nach dem Besuch der Kriegsschule Hersfeld Ende Januar 1909 zum Leutnant. Mit Ausbruch des Ersten Weltkriegs absolvierte er eine Flugzeugführerausbildung in Gotha und war bis Mitte Juni 1916 bei der Fliegertruppe tätig. Anschließend kam Kotze als Ordonnanzoffizier zum Stab des Generals von Bernhardi. Daran schloss sich von Ende Juli 1916 bis Anfang Februar 1917 eine Verwendung als Ordonnanzoffizier bei der 92. Infanterie-Division an. Zwischenzeitlich zum Hauptmann befördert, nahm Kotze als Bataillonsführer im Infanterie-Regiment Nr. 437 an den Kämpfen an der Westfront teil. Ausgezeichnet mit beiden Klassen des Eisernen Kreuzes und des Friedrich-August-Kreuzes sowie dem Österreichischen Militärverdienstkreuz III. Klasse mit Kriegsdekoration schloss sich Kotze nach dem Waffenstillstand im Dezember 1918 dem Freiwilligen-Bataillon „von Reichenbach“ und später dem Freikorps „Haase“ an.
Kotze wurde dann in die Reichswehr übernommen und gehörte der Heeres-Friedens-Kommission an. Im weiteren Verlauf seiner Militärkarriere wurde er während des Zweiten Weltkriegs am 1. Oktober 1940 zum Generalleutnant befördert. Kotze verstarb 1942 im Hotel Bühlerhöhe, wo er zur Erholung weilte.